# Ana de Áustria (1318–1343)
Ana de Áustria (1318 — Viena, 14 de dezembro de 1343) foi duquesa da Alta Baviera pelo seu primeiro casamento com Henrique XV da Baviera, e condessa de Gorizia pelo seu segundo casamento com João Henrique IV de Gorizia.

## Família
Ana era a segunda filha, terceira e última criança nascida do rei dos Romanos, Frederico, o Belo, e de sua esposa, Isabel de Aragão. Seus avós paternos eram o rei Alberto I da Germânia e Isabel de Gorizia-Tirol. Seus avós maternos eram o rei Jaime II de Aragão, e sua segunda esposa, Branca de Anjou.
Ana teve dois irmãos mais velhos: Frederico e Isabel, que não se casaram e nem tiveram descendência.
Ela também teve três meio-irmãos ilegítimos, filhos de três diferentes amantes de seu pai: Frederico, padre em Groß-Weikersdorf; Frederico, padre em Mödling, e Offmei, padre em Tulln.

## Biografia
Seu primeiro marido foi o duque Henrique XV ou III da Baviera, filho de Otão III da Baviera e de Inês de Glogau, com quem casou-se entre 4 de julho de 1326 e setembro de 1238. A noiva tinha apenas de 8 a 10 anos de idade, e o noivo, entre 14 a 16 anos.
O duque a duquesa não tiveram filhos. Henrique morreu em 18 de junho de 1333, com apenas 21 anos de idade.
Alguns anos depois, em 29 de setembro de 1336, Ana casou-se com o conde João Henrique IV, ao 18 anos. Ele era filho de Henrique III de Gorizia e de Beatriz da Baixa Baviera, sua segunda esposa.
Porém, este casamento também não rendeu descendência. Menos de dois anos depois, João Henrique faleceu em 17 de março de 1338, em Trieste, na Itália.
Viúva pela segunda vez, Ana não se casou novamente. Voltou-se para a vida religiosa, tornando-se uma freira no Convento de Santa Clara, em Viena, em 1340, onde mais tarde tornou-se abadessa.
Ana morreu em Viena, na data de 14 de dezembro de 1343, com cerca de 25 anos de idade. Foi sepultada no Convento.